# TT360
TT360 (Theban Tomb 360) è la sigla che identifica una delle Tombe dei Nobili ubicate nell'area della cosiddetta Necropoli Tebana, sulla sponda occidentale del Nilo dinanzi alla città di Luxor, in Egitto. Destinata a sepolture di nobili e funzionari connessi alle case regnanti, specie del Nuovo Regno, l'area venne sfruttata, come necropoli, fin dall'Antico Regno e, successivamente, sino al periodo Saitico (con la XXVI dinastia) e Tolemaico.

## Titolare
TT360 era la tomba di:
| Titolare | Titolo                                                         | Necropoli      | Dinastia/Periodo         | Note |
| -------- | -------------------------------------------------------------- | -------------- | ------------------------ | ---- |
| Qaha     | Caposquadra del Signore delle Due Terre nel Luogo della Verità | Deir el-Medina | XIX dinastia (Ramses II) |      |

## Biografia
Notizie biografiche ricavabili il nome del padre Huy, titolare della TT361, quello della moglie Tanehesi, e dei figli Huynefer e Inerkhau (TT359).

## La tomba
TT360 appartiene all'ultimo periodo di realizzazione delle tombe nell'area; queste presentano decorazioni molto rare, ridotte e di minor qualità. Se un tale decadimento sia dovuto a minor qualità delle maestranze o a periodi di incertezza politica non è dato di sapere. La TT360, è oggi praticamente ridotta a pochi ruderi, fa parte di un complesso che comprende anche le tombe TT359 e TT361, rispettivamente di Inerkhau, e Huy, forse padre di Qaha, talché appare difficile trattarle separatamente; le tre sepolture, e le rispettive cappelle sormontate da piramidi, si aprivano su una vasta terrazza artificiale di 28 m (asse nord-sud) per 14 m (asse est-ovest nella sua massima profondità), che soprelevava il piazzale di circa 4 m sull'area circostante. Della cappella di Qaha (TT360) non restano che labili tracce per crolli intervenuti dopo la sua scoperta; è tuttavia noto che le decorazioni parietali di questa fossero di miglior fattura rispetto alla TT359 di Inerkhau e vennero paragonate a quelle della TT217 di Ipuy. Un appartamento sotterraneo si apre da un pozzo che si trova nel cortile antistante la cappella di Qaha. È tuttavia accertato da due stele che si trovano sotto un porticato largo circa 5 m e profondo 2,65 ("A" e "B" di colore rosso in planimetria) che il vero cortile della tomba di Qaha è quello antistante la TT359 di Inerkhau. Da tale porticato si accede, per il tramite di due porte, ad altrettanti locali che costituiscono le pertinenze della TT359; in uno di questi si apre il pozzo che adduce all'appartamento sotterraneo della TT359 dal quale, ugualmente, si può accedere all'area sotterranea della TT360.
Si ritiene che in origine, quando esisteva la sola TT360, in luogo della Cappella di TT359 si aprisse una scala che portava al piano circostante su cui, come detto, la piattaforma si eleva. Si ritiene altresì che Inerkhau abbia inizialmente proceduto alla realizzazione della TT359, a nord dei complessi dei suoi antenati, e che poi, verosimilmente dopo la sua promozione ad un rango superiore, si sia concesso la seconda sepoltura caratterizzata dalla sigla TT299 destinando la precedente TT359 a sepoltura dei suoi familiari.
L'accesso all'appartamento funerario sotterraneo di Qaha avviene per il tramite di un pozzo verticale che si trova, come detto, nell'area antistante la cappella di TT360. Da qui un corridoio in discesa e alcuni gradini portano a quella che è possibile indicare come prima camera del complesso ("A" rossa in planimetria).

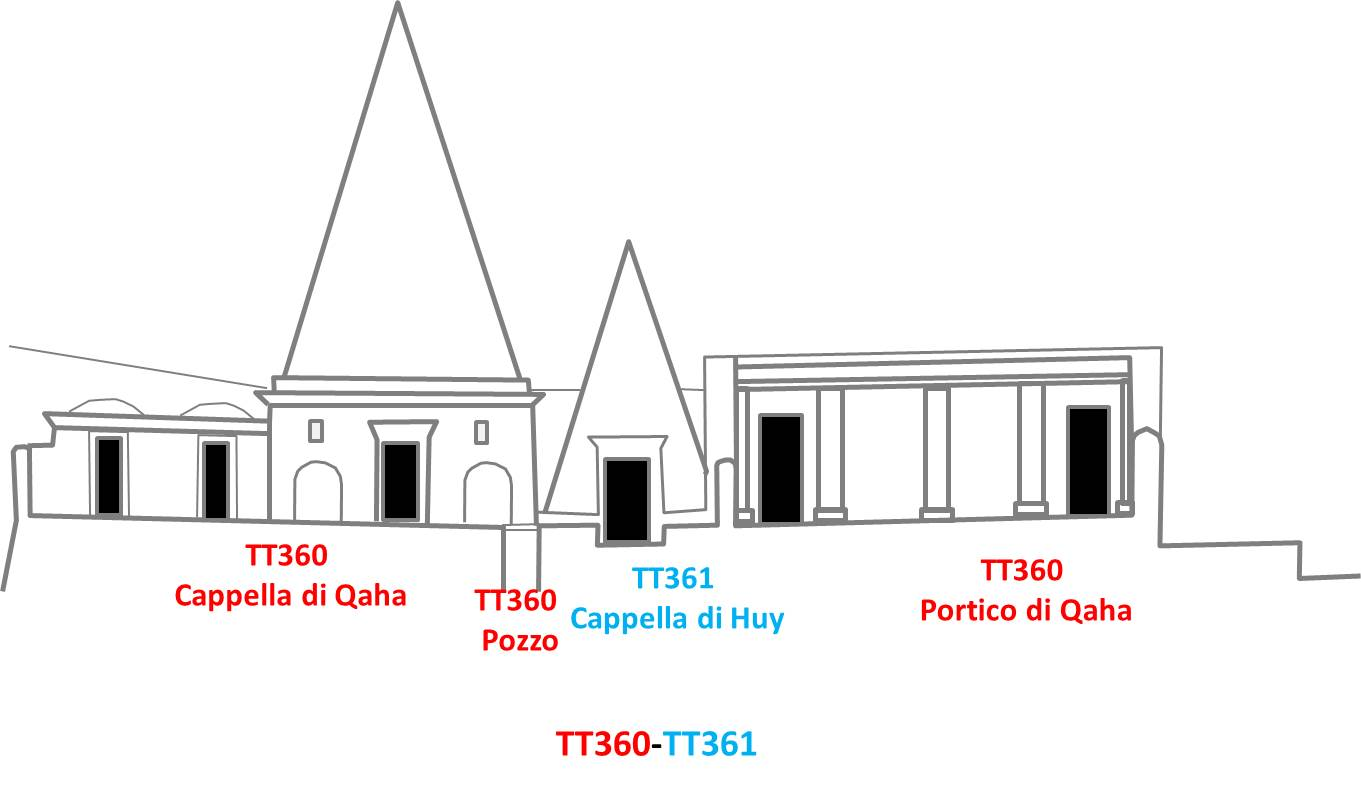
Rappresentazione schematica delle posizioni reciproche delle cappelle di TT360 e TT361; alle spalle del portico di Qaha si apre la cappella di TT359

Le due stele esistenti nel cortile di Qaha, antistante la TT359, riportano: ("A") scene ricostruite da frammenti, una barca di Ra adorata dal defunto; Qaha adorante alcune divinità e scene del funerale con la mummia e la piramide; ("B") resti della parte inferiore con Qaha e la moglie inginocchiati in adorazione.
L'appartamento funerario di TT360 si sviluppa in cinque locali; un corridoio adduce, tuttavia, all'appartamento sotterraneo della TT359.
Nell'area antistante la TT360: base di statua del defunto (1 rosso in planimetria); due stele (2-3), una, probabilmente proveniente da questa sepoltura, dedicata a Osiride e Anubi, oggi al British Museum (cat. 144), l'altra, oggi al Staatliches Museum Ägyptischer Kunst di Monaco di Baviera (cat. 42), rappresentante, su due registri sovrapposti, il defunto che offre libagioni a Ptah e a Mertseger, e un figlio del defunto a sua volta adorante le stesse divinità. Nella cappella esterna, planimetricamente costituita da una sala trasversale e da una breve sala longitudinale: scene del pellegrinaggio ad Abido con il defunto, la moglie e un figlio (4); un uomo che cucina e un altro che raccoglie il lino; sul lato corto (5), di cui resta solo la parte inferiore, scene di processione e portatori di offerte; poco oltre (6) il defunto (?) dinanzi a Osiride. Nella cappella ortogonale alla sala trasversale: (7-8) scene del pellegrinaggio ad Abido e testo della Confessione negativa; sul fondo della sala (9) i resti di una stele con frammenti di figure dal Libro delle Porte.
L'appartamento sotterraneo e le camere funerarie si presentano, dopo il corridoio in discesa e i gradini, con una sala longitudinale, con andamento sud-nord ("A" rossa), da cui ampi gradoni adducono a una sala trasversale ("B"), da est a ovest; una scalinata immette nella sala "C" unica che reca ancora tracce di dipinti parietali: sull'architrave dell'accesso (10) Anubi, quale sciacallo, sovrasta l'uccello Benu e il figlio del defunto, Huynefer, come prete sem. Seguono (11-12) scene del defunto e della moglie in offertorio a Osiride e alla dea Hathor dell'Occidente, e scena di pesatura dell'anima con Thot rappresentato come babbuino, il mostro Ammit e la dea Maat. Sulla parete di fondo (13) in alto il simbolo dell'Occidente tra due Anubi/sciacallo e il defunto accompagnato da Anubi in presenza di Osiride. Su altra parete (14-15) Anubi opera riti sulla mummia e resti di figure inginocchiate e due ba su un pilone. Sul soffitto il defunto e la moglie adorano Thot, Anubi e i quattro Figli di Horo.

### Annotazioni
1. ↑  La numerazione dei locali e delle pareti segue quella di Porter e Moss 1927, p. 416.
2. ↑  Per differenziare le tre tombe che insistono nell'area, le numerazioni relative sono riportate in differente colore: nero per la TT359; rosso per la TT360; azzurro per la TT361.
3. ↑  La prima numerazione delle tombe, dalla numero 1 alla 252, risale al 1913 con l'edizione del "Topographical Catalogue of the Private Tombs of Thebes" di Alan Gardiner e Arthur Weigall. Le tombe erano numerate in ordine di scoperta e non geografico; ugualmente in ordine cronologico di scoperta sono le tombe dalla 253 in poi.
4. ↑  I campi della Duat, ovvero l'aldilà egizio, si trovavano, secondo le credenze, proprio sulla riva occidentale del grande fiume.
5. ↑  Nella sua epoca di utilizzo, l'area era nota come "Quella di fronte al suo Signore" (con riferimento alla riva orientale, dove si trovavano le strutture dei Palazzi di residenza dei re e i templi dei principali dei) o, più semplicemente, "Occidente di Tebe".
6. ↑  le Tombe dei Nobili, benché raggruppate in un'unica area, sono di fatto distribuite su più necropoli distinte.
7. ↑  Le note, sovente di inquadramento topografico della tomba, sono tratte, fino alla TT252, dal "Topographical Catalogue" di Gardiner e Weigall, ed. 1913 e fanno perciò riferimento alla situazione dell'epoca.
8. ↑  Durante il regno di Ramses III si svolse uno dei primi scioperi di cui si abbia notizia (il cosiddetto Papiro dello sciopero si trova oggi al Museo Egizio di Torino). Ancora, sotto il regno del III Ramses si tenne una congiura nel corso della quale lo stesso Faraone venne verosimilmente ucciso. Gli atti del processo conseguente sono conservati nel Papiro giuridico di Torino.
9. ↑  L'area di Deir el-Medina, in cui la realizzazione delle sepolture era iniziata con la XVIII dinastia, era ormai satura; perciò stesso, ad esempio, nell'area del cortile di Qaha e nell'area antistante la TT361, sono state rinvenute tracce di precedenti sepolture più antiche, risalenti alla XVIII dinastia, su cui venne verosimilmente innalzata la piattaforma che ospita le tre tombe di famiglia.
10. ↑  L'indicazione delle camere inizia con la lettera "A" (rossa in planimetria) e prosegue fino alla lettera "H"; le camere "F", "G" e "H" (in nero) sono tuttavia pertinenza della TT359.
11. ↑  Il "sem" era il prete, o l'erede, cui competeva la cerimonia di apertura della bocca per consentire al defunto di vivere pienamente della Duat.

### Fonti
1. ↑  Gardiner e Weigall 1913.
2. ↑  Donadoni 1999,  p. 115.
3. ↑  Porter e Moss 1927, p. 424.
4. ↑  Porter e Moss 1927,  p. 424.
5. 1 2  Bruyere 1930,  pp. 32-70.
6. 1 2 3 4  (EN) Le tombe TT359 e TT299 di Inerkhau:, su osirisnet.net. URL consultato il 03.12.2018.
7. ↑  Porter e Moss 1927,  pp. 420-421.
8. ↑  Porter e Moss 1927,  pp. 424-425.
9. ↑  Bruyere 1930.